# Blackburn Blackburn
O Blackburn Blackburn foi uma aeronave britânica desenvolvida pela Blackburn durante os anos 20. O seu papel consistia em realizar operações de reconhecimento aéreo e patrulha marítima.